# Eternici
Eternici (łac. aeternitas – wieczność) – heretycy żyjący w pierwszych wiekach chrześcijaństwa, którzy wierzyli, że świat był i będzie zawsze taki sam, nawet po zmartwychwstaniu ciał w dniu Sądu Ostatecznego.